# Флавий Аниций Авхений Басс
Флавий Аниций Авхений Басс (лат. Flavius Anicius Auchenius Bassus) — римский государственный деятель начала V века.
Басс происходил из рода Анициев. Его отцом был консул 408 года Аниций Авхений Басс. Сыном Басса был сенатор Авхений Басс. Карьеру начал с должности комита частного имущества Западной Римской империи в 425 году. Затем, в следующем году Басс назначается префектом претория Италии.
В 431 году Басс стал консулом на Западе с Флавием Антиохом. Потом в 435 году он повторно становится префектом италийской префектуры. Известно, что Басс снял обвинения с папы римского Сикста III.